# Internationales Schiffsregister von Madeira

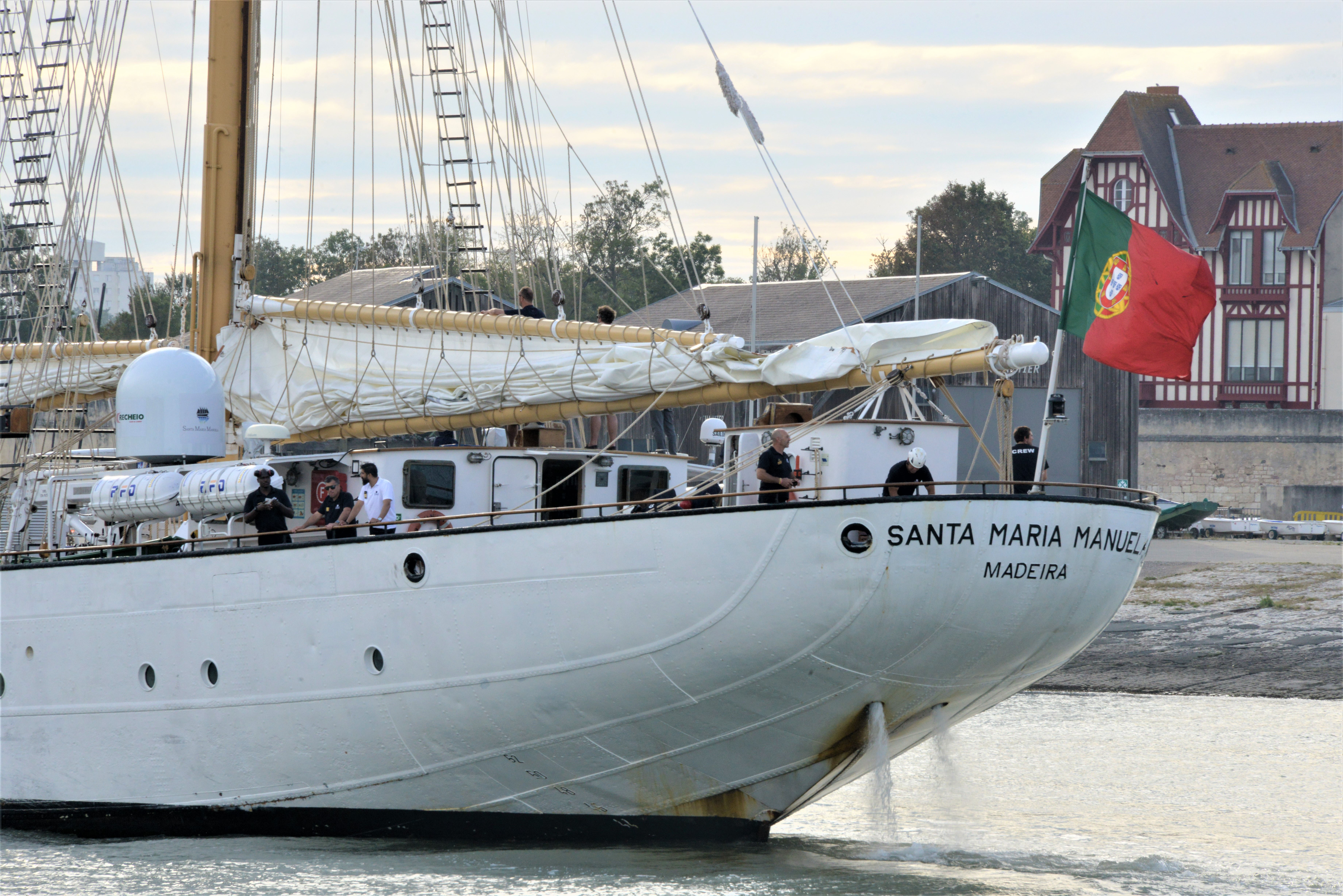
Die Santa Maria Manuela mit der Flagge Portugals und Madeira als Registerhafen

Das Internationale Schiffsregister von Madeira (MAR) ist seit den 1980er Jahren das internationale Schiffsregister von Portugal. Die Schiffe führen die Flagge Portugals und Madeira als Registerhafen.
Für die bei MAR registrierten Schiffe gelten die von Portugal ratifizierten internationalen Übereinkommen uneingeschränkt. MAR steht auf der weißen Liste der Hafenstaatkontrolle und wird nicht als Billigflagge betrachtet. Mit der Ausnahme von Fischereifahrzeugen wird die Registrierung von Handelsschiffen, Bohrinseln und Yachten akzeptiert. 2020 waren über 650 Schiffe von mehr als 100 Reedereien registriert.
Die Autonome Region Madeira ist eine europäische Region in äußerster Randlage und kann durch die direkte Genehmigung der Europäischen Kommission die Unabhängigkeit und Einhaltung ihres Steuersystems und ihres Schiffsregisters garantieren. Die Hauptvorteile von MAR liegen in der Mehrwertsteuerbefreiung unter bestimmten Bedingungen und den damit verbundenen Vorteilen für die Besatzung. Darüber hinaus haben die Schiffe Zugang zur europäischen Kabotage durch die portugiesische Flagge.